# 市场

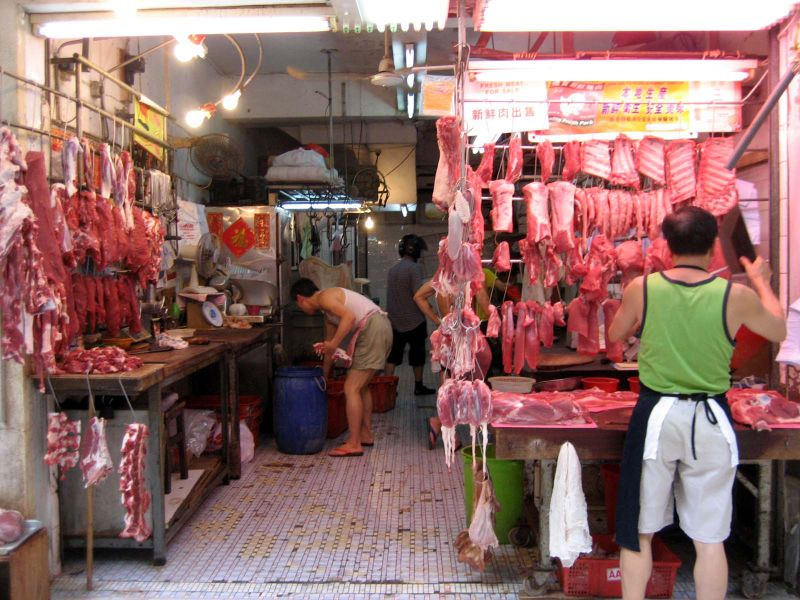
香港的肉類市場，這是傳統最基本的商品經濟型態。

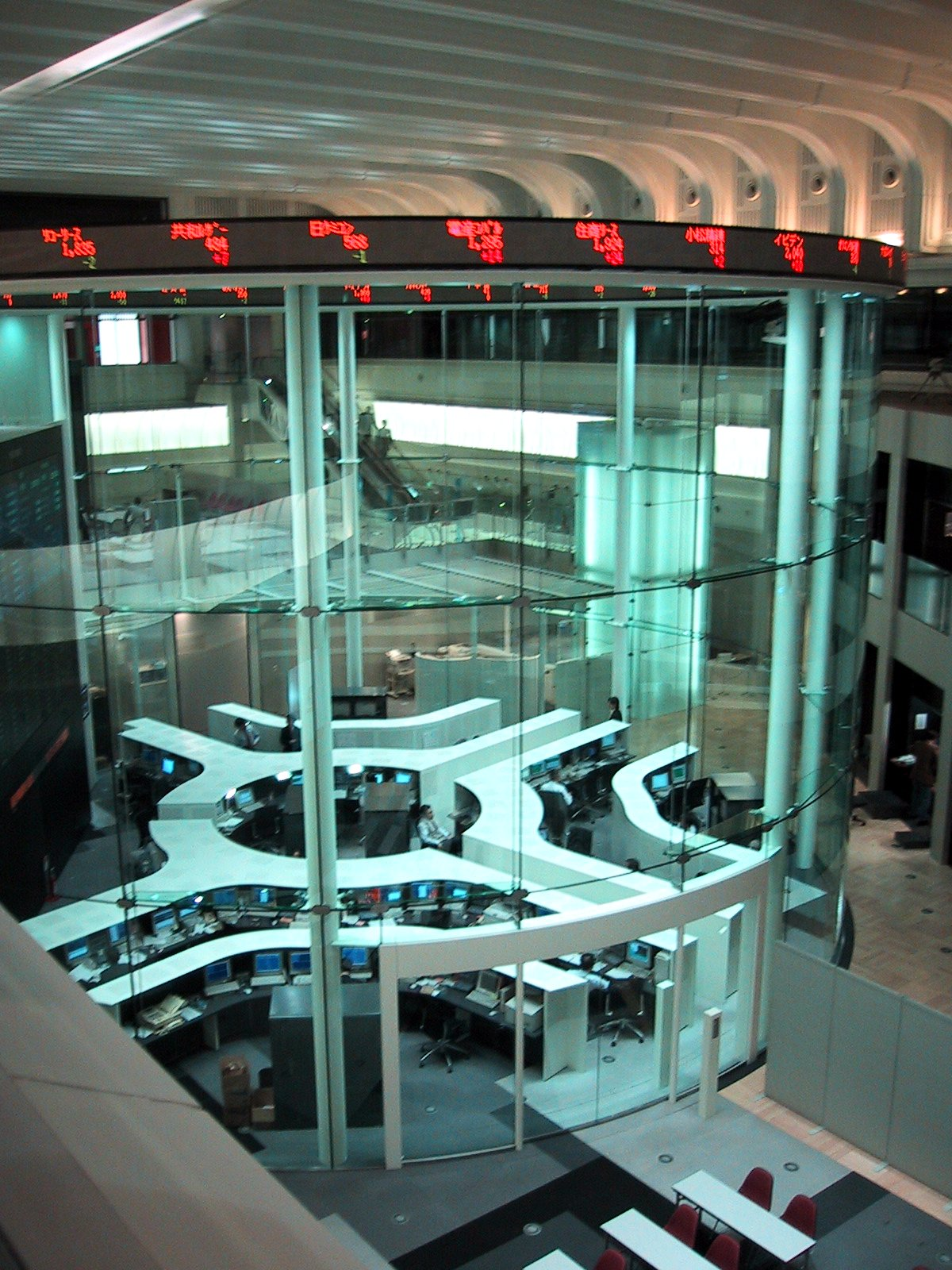
東京證交所，股票市場等於是一種把投資機會和未來機率當作無形商品交易的市場，是商品经济的終極演化。

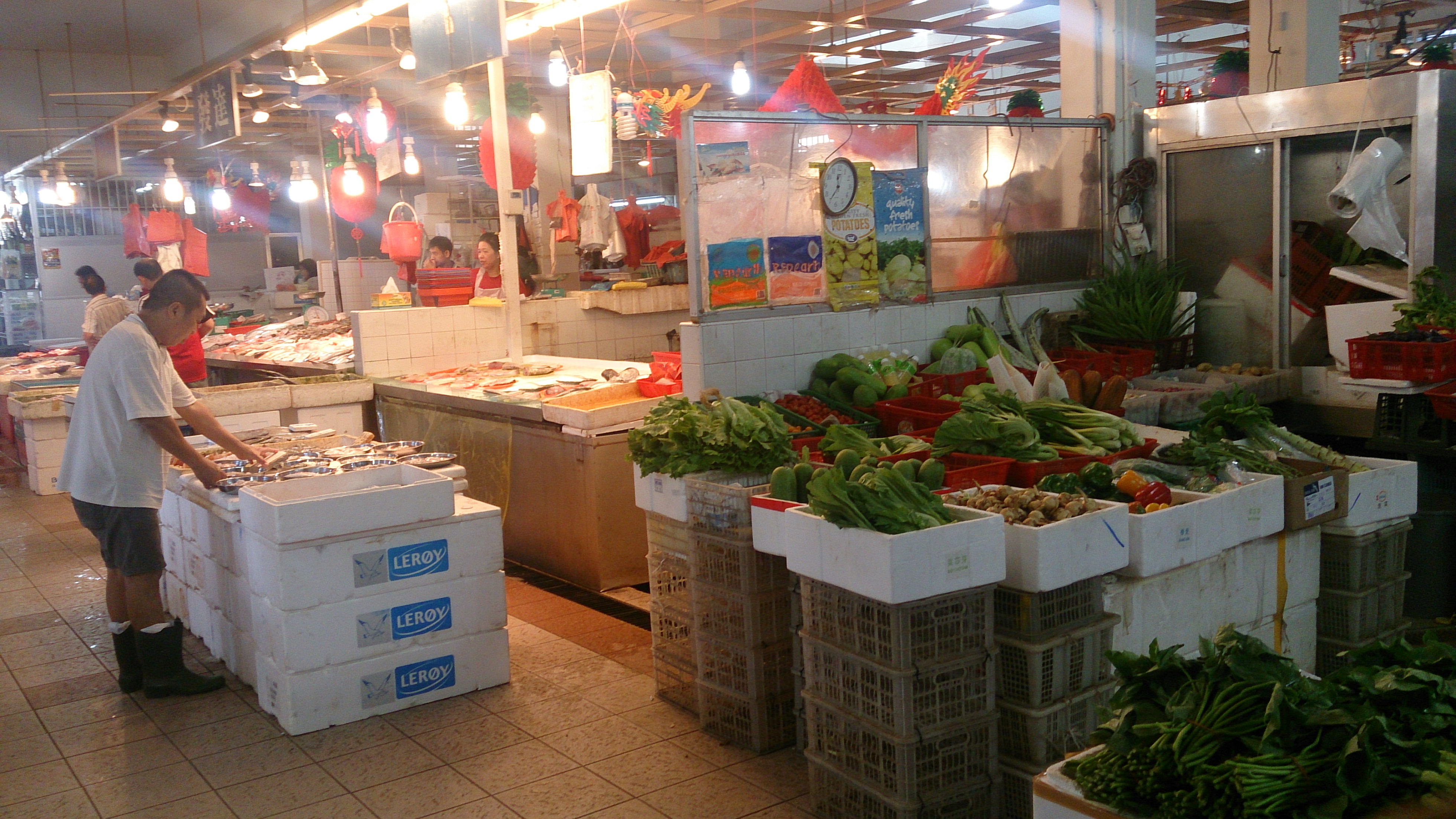
新加坡濕貨市場

市場是人們在固定時段或地點進行交易的場所，而此交易場所是那些需要经常进行物品交换的人，为了減少搜尋成本所自发形成的。詞中的「市」指的並非「城市」，而是古時的「買賣」、「交易」之意。
今日，市場具備了兩種意義，一個意義是交易場所，如傳統市場、股票市場、期貨市場等等，另一意義為交易行為的總稱。市場一詞不僅僅只是場所，還包括了在此場所進行交易的行為。故當談論到市場大小時，並不僅僅指場所的大小，還包括了消費行為是否活跃。广义上，所有产权发生转移和交换的关系都可以成为市场。
市場雖為交易行為的總稱，但交易行為不一定是自由的，尤其是在提供商品或選擇交易對象時，會因外部的干擾如法條、公約等加以限制。可以自由提供商品與選擇交易對象的稱為自由市場，反之則為非自由市場。
自由市场对资源表现出的自我调节和自我配置的功能，被称为市场机制。

## 市场定义
美国市场营销协会的定义委员会1960年对市场提出以下的定义：
市场是指一种货物或劳务的潜在购买者的集合需求。
菲利普·科特勒把市场定义为：
市场是指某种产品的所有实际的和潜在的购买者的集合。
市场从不同角度，可以划分为不同的类型。其中按商品的基本属性可划分为一般商品市场和特殊商品市场。一般商品市场指狭义的商品市场，即货物市场，包括消费品市场和工业品市场；特殊商品市场指为满足消费者的资金需要和服务需要而形成的市场，包括资本市场，劳动力市场和技术信息市场。对以上两种市场作分析时一般要研究消费者市场，产业市场和政府市场。

## 市场的规律、原则与道德
- 市场规律：价值规律（亦称时间节约规律）、供求规律、竞争规律
- 市场原则：自愿让渡原则、等价交换、公平竞争、絕對利益原則、比較利益原則
- 市场道德：自愿、公平、诚实、信用

## 分類
- 商品市场（消費者消費的地方）
- 要素市场（買賣自然資源、人力資源、資本的地方）